# Rob Lowe

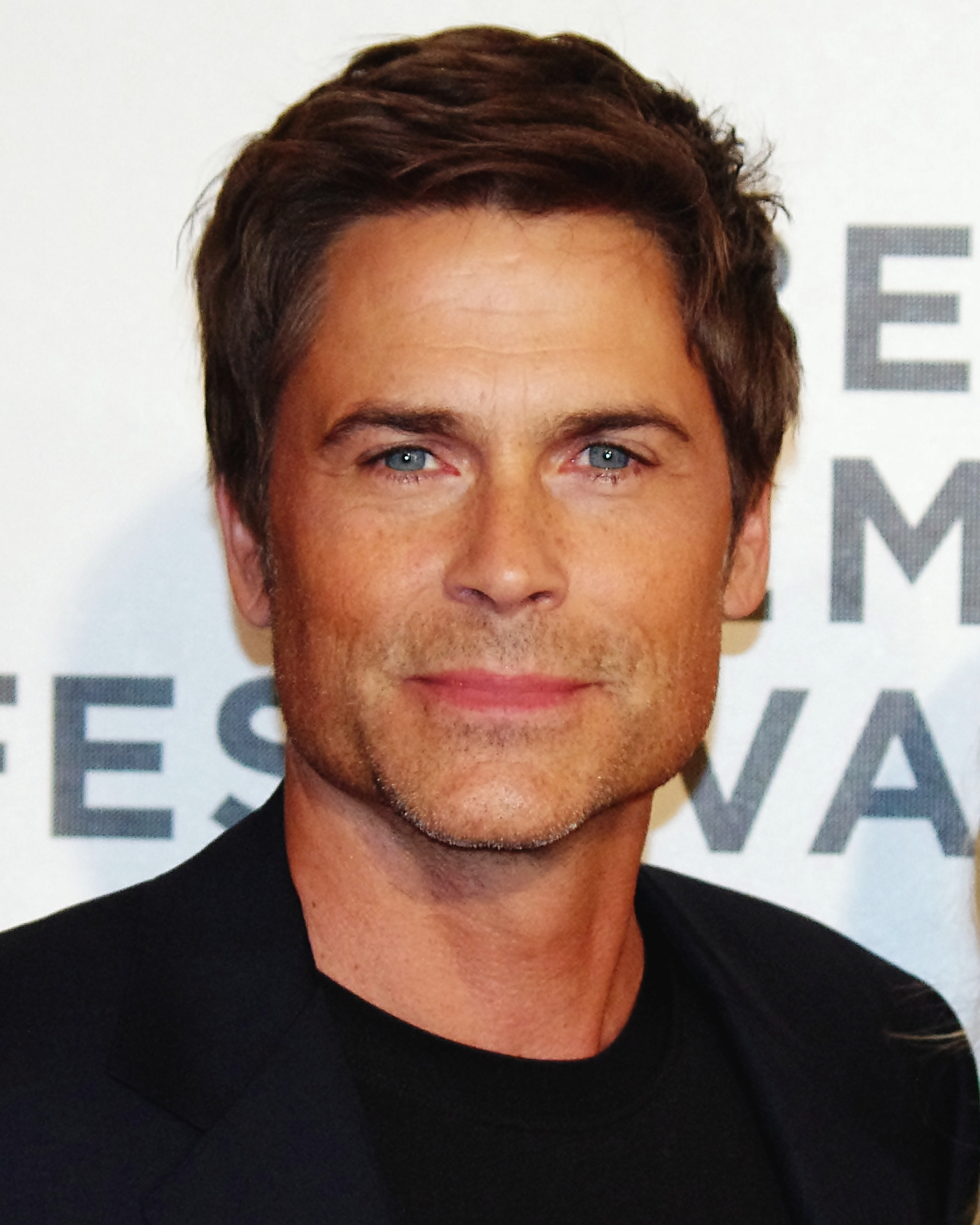
Rob Lowe, 2012

Robert Hepler „Rob“ Lowe (ˈrɒb ˈloʊ; * 17. März 1964 in Charlottesville, Virginia) ist ein US-amerikanischer Schauspieler, Regisseur, Drehbuchautor und Fernsehproduzent. Er gehört zum sogenannten Brat Pack.

## Leben

### Kindheit und Jugend
Rob Lowe wurde 1964 in Charlottesville als Sohn der Lehrerin Barbara Lynn Hepler und des Anwalts Charles Davis Lowe geboren. Seine Eltern ließen sich früh scheiden. Neben seinem Bruder Chad Lowe, der ebenfalls Schauspieler ist, hat er noch zwei Halbbrüder.
Aufgrund einer Virusinfektion in seiner Kindheit ist er auf dem rechten Ohr taub. Er ist Mitglied der Episkopalkirche der Vereinigten Staaten von Amerika. Sein Vater ist deutscher, irischer und englischer Abstammung, seine Mutter walisischer, schottischer und englischer Abstammung. Er wuchs in Dayton, Ohio auf und besuchte die Oakwood Junior High School, bevor er mit seiner Mutter und seinem Bruder nach Malibu in Kalifornien zog, wo er die Santa Monica High School besuchte.

### Partnerschaften

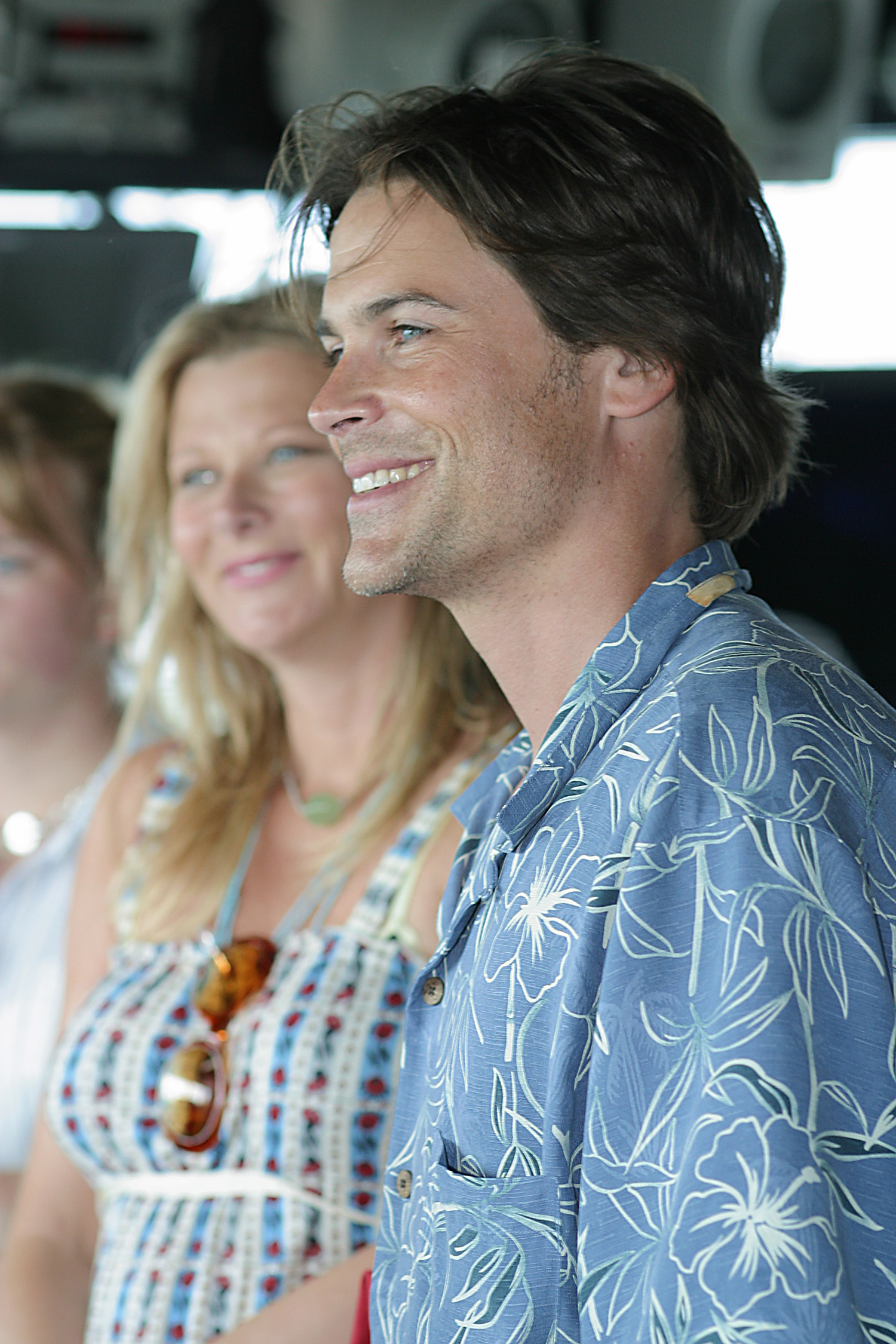
Rob Lowe und seine Frau Sheryl Berkoff (2003)

Lowe war ab 1981 mit der Schauspielerin Melissa Gilbert liiert. Nach einer Affäre Lowes mit der Schauspielerin Nastassja Kinski trennte sich das Paar 1986. Nach einer kurzzeitigen Beziehung mit Stéphanie von Monaco kam er wieder mit Gilbert zusammen, verlobte sich mit ihr und plante eine Hochzeit für den Sommer 1987. Als Gilbert ihm mitteilte, dass sie schwanger sei, trennte er sich erneut von ihr. Kurz darauf erlitt sie eine Fehlgeburt.
Am 22. Juli 1991 heiratete Lowe die Maskenbildnerin Sheryl Lynn Berkoff. Die beiden kannten sich schon länger und hatten sich bei den Dreharbeiten zu Todfreunde – Bad Influence wiedergetroffen und angefreundet. Sie haben zwei gemeinsame Söhne.

## Karriere
Seine erste Rolle vor der Kamera hatte Lowe 1979 in der Hauptrolle des Tony Flanagan in der ABC-Sitcom A New Kind of Family, die bereits nach einer Staffel abgesetzt wurde. 1983 hatte er an der Seite von Matt Dillon, Tom Cruise, Emilio Estevez, Ralph Macchio, C. Thomas Howell und Patrick Swayze sein Kinodebüt in dem Filmdrama The Outsiders von Francis Ford Coppola. Durch weitere Filme wie Class, Oxford Blues, St. Elmo’s Fire – Die Leidenschaft brennt tief, Bodycheck und Nochmal so wie letzte Nacht zählt Lowe zum Kern des Brat Pack.
Seine größte Serienrolle war die des Sam Seaborn, die er von 1999 bis 2006 in der Serie The West Wing – Im Zentrum der Macht verkörperte und für die er 2000 und 2001 jeweils für den Golden Globe Award als Bester Serien-Hauptdarsteller – Drama nominiert wurde. Von 2006 bis 2010 war er in den ersten vier Staffeln der Fernsehserie Brothers & Sisters in der Rolle des Senators Robert McCallister zu sehen. Ab 2010 hatte er eine größere Rolle in der Mockumentary-Comedyserie Parks and Recreation, die er Mitte der sechsten Staffel 2014 verließ.
Mit dem Fernsehfilm Desert’s Eagle hatte Lowe 1997 als Regisseur und Drehbuchautor debütiert. Außerdem trat er als Produzent auf und produzierte neben dem Drama I Melt with You von 2011 auch die Fernsehserie Dr. Vegas und den Western The James Gang. Von 2020 bis 2025 verkörperte Lowe in der Serie 9-1-1: Lone Star Owen Strand, den Leiter der 126. Feuerwache von Austin in Texas. Zudem war er Produzent der Serie.

## Skandale

### Sex-Tapes
1988 gelangten Videoaufnahmen an die Öffentlichkeit, die Lowe beim Sex mit einem 16-jährigen Mädchen zeigten. Lowe gab an, dass er von der Minderjährigkeit nichts gewusst habe. Ein anderer Teil des Videos zeigte Lowe mit seinem Freund, dem Produzenten Justin Moritt, beim Sex mit einem Model in einem Pariser Hotel. Das Video wurde in den Handel gebracht und löste einen Skandal aus.

### Rechtsstreitigkeiten mit Hausangestellten
Im April 2008 legte Lowe gegen drei frühere Kindermädchen Klage wegen Vertragsbruchs, Verleumdung und vorsätzlich herbeigeführten emotionalen Stresses ein. Gegen eines der Kindermädchen reichte er Klage ein, da dieses an einem System beteiligt gewesen sei, „bösartige Lügen“ über ihn zu verbreiten. Gegen ein weiteres reichte er Klage ein, da dieses behauptete, mit ihm eine Affäre gehabt zu haben, von ihm sexuell belästigt worden zu sein und dass seine Frau eine misshandelnde Arbeitgeberin sei. Lowe behauptete des Weiteren, dass sein früherer Koch sein Anwesen während seiner Abwesenheit benutzt habe, um dort Sex zu haben, dass er verschreibungspflichtige Medikamente gestohlen habe, Sicherheitskameras zerstört und seine Frau als kalte, herzlose und unsaubere Person bezeichnet habe.
Ein Kindermädchen der Lowes reichte Klage in zwölf Punkten ein, darunter sexuelle Belästigung und Verstöße gegen den Arbeitsschutz. Am 19. Juni 2008 wurden zwei dieser Punkte wegen mangelnder Rechtsbasis abgewiesen. Die gesamten Rechtsstreitigkeiten endeten im Mai 2009, indem alle Klagen, sowohl der Kindermädchen als auch der Lowes, vom Gericht abgewiesen wurden.

## Filmografie (Auswahl)

### Filme
- 1983: Die Outsider (The Outsiders)
- 1983: Class
- 1984: Hotel New Hampshire (The Hotel New Hampshire)
- 1984: Oxford Blues
- 1985: St. Elmo’s Fire – Die Leidenschaft brennt tief (St. Elmo’s Fire)
- 1986: Bodycheck (Youngblood)
- 1986: Nochmal so wie letzte Nacht (About Last Night...)
- 1987: Square Dance
- 1988: Masquerade – Ein tödliches Spiel (Masquerade)
- 1988: Die Unschuld der Molly (Illegally Yours)
- 1990: Magic Woman (If the Shoe Fits)
- 1990: Todfreunde – Bad Influence (Bad Influence)
- 1992: S.E.A.L.S. – Die härteste Elitetruppe der U.S.-Marine (The Finest Hour)
- 1992: Wayne’s World
- 1993: Stephen Kings The Stand – Das letzte Gefecht (The Stand, Fernsehfilm)
- 1995: Midnight Man
- 1995: The James Gang (Frank and Jesse)
- 1995: Tommy Boy – Durch dick und dünn (Tommy Boy)
- 1996: Kuss des Todes (First Degree)
- 1997: Austin Powers – Das Schärfste, was Ihre Majestät zu bieten hat (Austin Powers: International Man of Mystery)
- 1997: L.A. Psycho (Living in Peril)
- 1997: Virus C.I.A. – In feindlicher Absicht (Hostile Intent)
- 1997: Contact
- 1998: Ein höllisch guter Engel (One Hell of a Guy)
- 1999: Zugfahrt ins Jenseits (Atomic Train)
- 1999: Austin Powers – Spion in geheimer Missionarsstellung (Austin Powers: The Spy Who Shagged Me)
- 2000: Escape Under Pressure (Under Pressure)
- 2000: The Specials
- 2001: Runaway Jane – Allein gegen alle (Jane Doe)
- 2001: Proximity – Außerhalb des Gesetzes (Proximity)
- 2002: Austin Powers in Goldständer (Austin Powers in Goldmember)
- 2002: The Master Criminal (Framed)
- 2003: Flight Girls (View from the Top)
- 2004: Salem’s Lot – Brennen muss Salem (Salem’s Lot)
- 2005: Thank You for Smoking
- 2006: Ein vollkommener Tag (A Perfect Day)
- 2009: Echoes 2
- 2009: Lügen macht erfinderisch (The Invention of Lying)
- 2011: I Melt with You
- 2012: Drew Peterson – Der Unberührbare (Drew Peterson: Untouchable, Fernsehfilm)
- 2012: Knife Fight – Die Gier nach Macht (Knife Fight)
- 2013: Liberace – Zu viel des Guten ist wundervoll (Behind the Candelabra, Fernsehfilm)
- 2013: Killing Kennedy (Fernsehfilm)
- 2014: Sex Tape
- 2014: Beautiful & Twisted
- 2016: Monster Trucks
- 2017: How to Be a Latin Lover
- 2019: Weihnachten in der Wildnis (Holiday in the Wild)
- 2023: Dog Gone

### Serien
- 1979–1980: A New Kind of Family (11 Folgen)
- 1999–2006: The West Wing – Im Zentrum der Macht (The West Wing, 82 Folgen)
- 2003: The Lyon’s Den (13 Folgen)
- 2004–2006: Dr. Vegas (10 Folgen)
- 2006–2010: Brothers & Sisters (78 Folgen)
- 2007: Family Guy (1 Folge, Stimme)
- 2010–2014: Parks and Recreation (75 Folgen)
- 2011–2014: Californication (5 Folgen)
- 2011: Young Justice (2 Folgen, Stimme)
- 2015: You, Me and the Apocalypse (8 Folgen)
- 2015–2016: The Grinder – Immer im Recht (The Grinder, 22 Folgen)
- 2016–2018: Code Black (29 Folgen)
- 2017: The Orville (2 Folgen)
- 2019: Wild Bill (6 Folgen)
- 2020–2025: 9-1-1: Lone Star (72 Folgen)
- 2022: The Pentaverate (4 Folgen)
- 2023–2024: Unstable (16 Folgen)

## Auszeichnungen
Golden Globe Award
- 1984: Nominierung als Bester Nebendarsteller – Serie, Mini-Serie oder TV-Film für Hallmark Hall of Fame
- 1988: Nominierung als Bester Nebendarsteller für Square Dance
- 2000: Nominierung als Bester Serien-Hauptdarsteller – Drama für The West Wing – Im Zentrum der Macht
- 2001: Nominierung als Bester Serien-Hauptdarsteller – Drama für The West Wing – Im Zentrum der Macht
- 2014: Nominierung als Bester Nebendarsteller – Serie, Mini-Serie oder TV-Film für Liberace – Zu viel des Guten ist wundervoll

Primetime Emmy Award
- 2001: Nominierung als Outstanding Lead Actor in a Drama Series für The West Wing – Zentrum der Macht

Goldene Himbeere
- 1986: Auszeichnung als Schlechtester Nebendarsteller für St. Elmo’s Fire – Die Leidenschaft brennt tief